# Metal Gear Solid
Metal Gear Solid (メタルギアソリッド, Metaru Gia Soriddo) é um jogo eletrônico de ação-aventura furtiva dirigido e escrito por Hideo Kojima. Foi desenvolvido e publicado pela Konami em 1998 para PlayStation, com versão para Windows sendo desenvolvida pela Digital Dialect e publicado pela Microsoft Game Studios.
Ele é o terceiro título canônico da série Metal Gear e a seqüência direta de Metal Gear 2: Solid Snake. O jogo implementa várias qualidades cinemáticas à série, como por exemplo, numerosas cenas que usam a mecânica e os gráficos do jogo, como também dublagem de personagens em várias cenas de conversação pelo rádio Codec.
A história de Metal Gear Solid se passa em 2005, a sudoeste do Alasca no mar de Bering. Ela se foca em Solid Snake, um soldado ex-aposentado que se infiltra numa instalação de eliminação de armas nucleares para neutralizar uma ameaça terrorista da FOXHOUND, uma unidade de forças especiais. Snake deve resgatar dois reféns: o chefe da DARPA e o presidente de uma fabricante de armas, além de enfrentar os terroristas e impedí-los de lançar um ataque nuclear.
Metal Gear Solid foi bem recebido pela crítica, vendendo mais de seis milhões de cópias e recebendo uma nota 94 de 100 no site de mediação de notas Metacritic. O sucesso comercial do título fez com que uma versão expandida do jogo fosse lançada para PlayStation e PC, titulado como Metal Gear Solid: Integral; e um remake, Metal Gear Solid: The Twin Snakes foi mais tarde lançado para Nintendo GameCube. O jogo fez com que fossem criadas numerosos titulos com enredos que acontecem antes e depois de Metal Gear Solid para além de um drama de rádio, banda desenhada e um romance.
Metal Gear Solid é considerado um dos melhores e mais importantes jogos de todos os tempos, e é muitas vezes descrito como o jogo que ajudou a popularizar o género stealth.

## Jogabilidade
Apesar da transição aos gráficos tridimensionais, a jogabilidade de MGS permanece semelhante ao de seu antecessor em 2D, lançado para MSX2, Metal Gear 2: Solid Snake. O jogador deve controlar Solid Snake pelas áreas do jogo sem ser visto pelos inimigos. Se o jogador mover-se para dentro do campo de visão de algum deles, ou ao alcance de alguma câmera, o alarme será disparado, fazendo com que vários inimigos armados venham averiguar. Isto ativa o "Modo de Alerta", onde o jogador deve esconder-se e permanecer assim até que o "Modo de Evasão" comece. Assim que o contador deste último modo zerar, o jogo retorna ao "Modo Normal", onde inimigos não suspeitam de sua presença. O radar não pode ser usado nos modos de Alerta e Evasão.

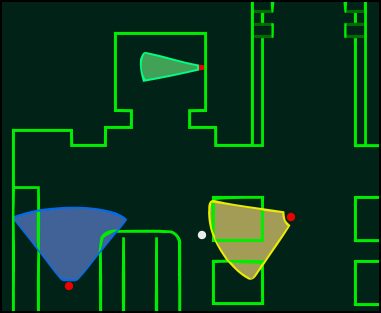
Representação do radar Soliton usado na missão

Para permanecer oculto, o jogador deve usar principalmente o ambiente, como arrastar-se sob objetos, usar caixas para se esconder, abaixar-se ou esconder-se atrás de paredes e fazer barulho para distrair inimigos. Tudo isto é feito com uma visão em terceira pessoa, que geralmente muda seu ângulo para dar ao jogador a melhor visão possível da área; e com o radar, Soliton (criado por Mei Ling), que mostra os inimigos e seus respectivos campos de visão. Snake também pode usar uma variedade de equipamentos, como óculos infravermelhos ou uma caixa de papelão como disfarce. A ênfase em stealth traz uma forma menos violenta de jogabilidade, já que lutas contra grupos de inimigos geralmente resultarão em sérios danos ao jogador.
Entrelaçados com o progresso do jogador estão conversas pelo Codec (também desenvolvido por Mei Ling), assim como batalhas contra chefes de cenário. Para progredir, o jogador deve descobrir as fraquezas de cada um e usá-las contra eles. Informações sobre estratégias também podem ser acessadas pelo Codec, onde conselhos e táticas são dadas pelo time de suporte de Snake; por exemplo, o Comando Operacional pode brigar com Snake por não salvar seu progresso com freqüência o suficiente, ou explicar os seus movimentos de combates em termos de quais botões apertar. O Codec também é usado para expor melhor a história do jogo.
Pela primeira vez na série Metal Gear, um modo de treino se faz disponível, no qual os jogadores podem praticar técnicas de espionagem, como esconder-se, arrastar-se e usar armas. Adicional à jogabilidade "stealth", existem algumas fases de treino que terminam em tiroteios sob perspectiva de terceira e primeira pessoas.

## Enredo

### Personagens
O protagonista de Metal Gear Solid é Solid Snake, um lendário agente de infiltração e sabotagem. Durante a missão, Snake recebe auxílio via Codec. O coronel Roy Campbell, ex-oficial-em-comando de Solid Snake, lhe dá ajuda com táticas e conselhos. Enquanto que inicialmente ele mantém um número de segredos de Snake, gradualmente ele lhe revela. Além do coronel, outras pessoas lhe ajudam na operação, sendo estes Naomi Hunter, providenciando suporte médico; Nastasha Romanenko, que dá dicas sobre armas e itens; Master Miller, o ex-instrutor de infiltração e técnico de sobrevivência de Snake; e Mei Ling, que inventou o sistema de radar usado durante a missão e encarregada dos dados do mesmo — o jogador pode ligar para ela para salvar o jogo.[carece de fontes?]
O antagonista principal do jogo é Liquid Snake, líder da organização FOXHOUND e "irmão gêmeo" genético de Solid Snake. Sendo uma unidade de forças especiais, a FOXHOUND contém especialistas em áreas únicas. Os membros são Revolver Ocelot, um atirador de elite e perito em interrogatório, cuja arma de escolha é uma Colt Single Action Army; Sniper Wolf, a atiradora de elite oficial do grupo; Vulcan Raven, um musculoso xamã armado com uma M61 Vulcan que foi retirada de um F-16 amassado; Psycho Mantis, um médium especialista em telecinese; e Decoy Octopus, um mestre em disfarces.
Outros personagens incluem Meryl Silverburgh, a filha de Roy Campbell (primeiramente introduzida como sobrinha; tal fato só é revelado no fim do jogo), uma soldada novata que foi para Shadow Moses mas não se uniu à revolta; Dr. Hal "Otacon" Emmerich, o engenheiro-chefe do Metal Gear REX; e o Ninja, um misterioso agente tecnologicamente fortificado que não é nem aliado nem inimigo de Snake, mas que se opõe à FOXHOUND.

### História
A história de Metal Gear Solid acontece alguns anos depois de seu antecessor, Metal Gear 2: Solid Snake, em 2005, e dois anos antes de Metal Gear Solid 2: Sons of Liberty, onde uma unidade de forças especiais geneticamente modificada, a FOXHOUND, lidera uma revolução nuclear em uma ilha remota do Alaska, chamada Ilhas Fox. Esta ilha, de codinome "Shadow Moses", é o local de uma instalação de eliminação de armas nucleares. As forças especiais que se apoderaram da ilha tomaram posse do mecha nuclear Metal Gear REX, e estão ameaçando o governo dos Estados Unidos da América com um ataque nuclear, caso eles não recebam os restos mortais do "mercenário lendário" Big Boss em menos de 24 horas.

Solid Snake se esconde de um guarda. Quando Snake esconde-se em alguma beirada, a câmera muda para sua frente para efeito dramático e para permitir a visão de corredores

No início do jogo, Solid Snake foi encarregado da operação, a pedido do coronel Roy Campbell, para infiltrar-se nas defesas dos terroristas e neutralizar a ameaça. Snake também é ordenado a localizar alguns reféns, que incluem o chefe da DARPA, Donald Anderson, e o presidente da ArmsTech, Kenneth Baker. A sobrinha do coronel Campbell, Meryl Silverburgh, também está aprisionada na instalação, tendo recusado a se juntar à revolta. Snake chega à instalação e vê Liquid Snake partindo num helicóptero. Depois disso, Snake consegue entrar na instalação e recebe uma ligação do seu suposto ex-treinador, Master Miller, que lhe relembra algumas dicas de infiltração. Eventualmente, ele consegue localizar o chefe da DARPA em uma cela. Donald informa a Snake que a nova unidade do Metal Gear REX está armazenada na instalação e lhe diz como ele pode prevenir o seu lançamento usando um código secreto de detonação. Com isso, de repente, Donald morre, aparentando ter sofrido um ataque cardíaco. Meryl, que está presa na cela ao lado, consegue se libertar e ajuda Snake em sua fuga, já que soldados inimigos foram alertados de sua presença.[carece de fontes?]
Snake então encontra o outro refém, Kenneth Baker, amarrado a fios que detonariam um conjunto de explosivos C-4. Revolver Ocelot o desafia para um duelo, o qual é interrompido por um misterioso ninja ciborgue, que decepa a mão direita de Ocelot. Baker resume o projeto do Metal Gear para Snake, e o aconselha a contatar Meryl, a quem ele tinha dado o PAL card que podia ser usado para impedir o lançamento. Após isto, exatamente como o chefe da DARPA, Kenneth sofre um "ataque cardíaco".
Snake consegue contatar Meryl via Codec e eles planejam um encontro na área de armazenamento de ogivas da base, sob a condição de ele fazer contato com o engenheiro-chefe do Metal Gear primeiro, Hal "Otacon" Emmerich. No momento em que passa por um cânion, Snake recebe uma ligação anônima via Codec. A misteriosa voz que auto-proclama-se "Deepthroat" ("Garganta Profunda") o avisa de uma emboscada logo a frente, além de minas terrestres escondidas na neve. Vulcan Raven, usando de um tanque M1, aparece e ataca Snake, que sai vitorioso após destruir as duas metralhadoras do tanque, prosseguindo à área principal de armazenamento de ogivas. Snake consegue encontrar Otacon em seu laboratório. O ninja reaparece e Snake percebe que ele era, de fato, seu ex-aliado Gray Fox, quem ele acreditava ter matado anos atrás. Sendo o ninja derrotado, Otacon lhe explica a história do desenvolvimento do Metal Gear REX. Após isso, ele concorda em ajudar Snake a destruir o mecha, usando de uma camuflagem especial para procurar por informações e suprimentos para tal, enquanto que permanece invisível. Snake finalmente reencontra-se com Meryl, que também se junta a ele em sua missão de destruir Metal Gear e lhe dá o PAL card que Baker a tinha entregue. Quando eles procedem em busca do Metal Gear, Meryl tem sua mente controlada por Psycho Mantis e aponta sua arma contra seu parceiro. Snake a desarma e derrota Psycho Mantis, que, antes de morrer, revela ter lido a mente de Meryl e ter visto que Snake tem um "grande lugar" em seu coração. Após alcançarem a passagem subterrânea, Sniper Wolf os embosca, fere Meryl e, após um breve duelo, captura Snake.[carece de fontes?]
Enquanto mantido como prisioneiro, Liquid confirma a sua suspeita de que eles realmente são irmãos gêmeos. Snake é então torturado por Ocelot e o jogador pode escolher entre duas opções: dar-se por vencido ou aguentar o processo de tortura, ciente de que, como Ocelot diz: "se a barra de vida chegar a zero, então o jogo está acabado", não há continues. A opção do jogador refletirá nos cursos seguintes da história no jogo.Quando Snake é levado à sua cela, ele encontra o corpo do chefe da DARPA, Donald Anderson, deitado no canto; contudo, apesar de que só tinham se passado poucas horas desde que Snake o viu morrer em sua frente, o cadáver estava se decompondo como se ele já tivesse falecido há dias. Eventualmente Snake consegue escapar da cela.[carece de fontes?]

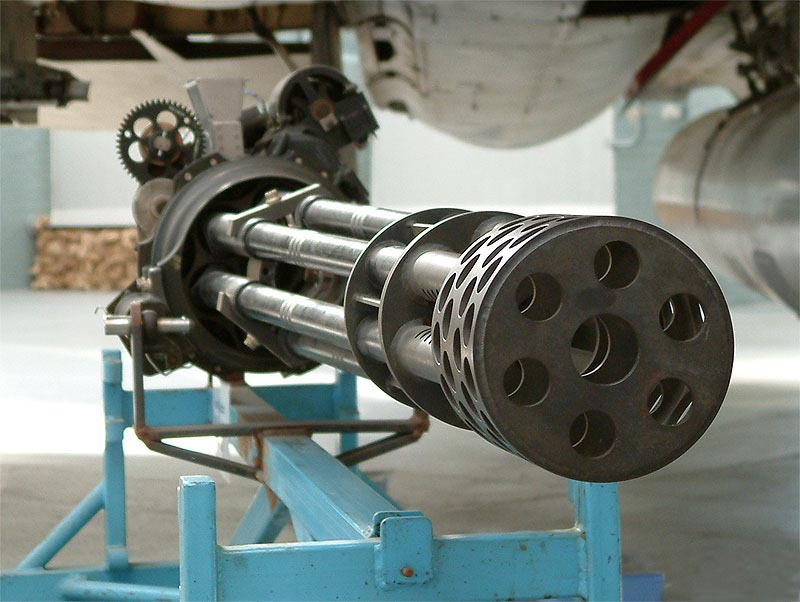
Uma M61 Vulcan, arma usada por Vulcan Raven.

Quando Snake segue seu caminho à torre de comunicação da instalação, ele é emboscado por Liquid num helicóptero, o qual é destruído por Snake. Depois disso, Snake emerge da torre para um campo aberto de neve, onde é novamente enfrentado por Sniper Wolf. Depois de uma segunda longa batalha, ela sofre ferimentos graves. Otacon, que era apaixonado por Wolf, chora por Snake ter sido forçado a executá-la. Snake desce às entranhas da instalação de Shadow Moses. Lá ele começa a sua última batalha contra Vulcan Raven, que agora usa uma M61 Vulcan para lutar. Após ser derrotado novamente, o xamã lhe revela que o homem que Snake viu morrer em sua frente não era o chefe da DARPA, mas sim Decoy Octopus. Contudo, Raven não revela a causa real de tal morte. Logo após, Master Miller lhe liga, informando-o que a Dra. Naomi Hunter tinha infectado-o com um vírus geneticamente modificado chamado "FoxDie" durante as preparações da missão, e que estava enviando mensagens via Codec para a instalação. Campbell rapidamente ordena que ela seja presa. O vírus, designado para matar pessoas com particulares marcadores genéticos via parada cardíaca, foi responsável pelas mortes de ambos Octopus e do presidente da ArmsTech. Naomi contata Snake e confessa que ela juntou-se à missão para sabotá-la. Mas, ao tomar conhecimento do próprio passado de Snake, ela já não tinha mais o desejo de matá-lo, dizendo que tinha reprogramado o vírus.
Infiltrando-se no hangar do Metal Gear, Snake escuta Liquid e Ocelot preparando a seqüência de lançamento do Metal Gear REX. Com uma tentativa frustrada de desativá-lo, usando o PAL card, Snake ativa o Metal Gear REX. Master Miller então revela ser Liquid disfarçado. Ele então revela ter manipulado toda a missão de Snake para permitir o lançamento de REX. Liquid também revela que eles são produtos do projeto "Les Enfants Terribles" ("Os Filhos Terríveis"), um esforço dirigido pelo governo para clonar Big Boss, que foi conduzido durante os anos 1970. Liquid explica que Solid recebeu todos os genes dominantes de Big Boss, enquanto que ele recebeu todos os recessivos. Além disso, ele também revela que a verdadeira razão de o governo tê-lo mandado lá foi que, assim, todos os membros da FOXHOUND (incluindo Snake, um ex-membro) pudessem ser mortos pelo vírus FoxDie, permitindo que o governo recupere o REX sem danos.
Liquid assume controle do Metal Gear REX e a batalha começa. Gray Fox de repente aparece, destrói o radar do REX e morre tentando defender Snake do tanque bípede. Snake consegue destruir o REX e é novamente desafiado por Liquid num combate corpo a corpo. Ele luta contra Liquid em cima do REX destruído e o derrota após jogá-lo de cima da cabeça do mecha. Otacon contata Snake, falando que permanecerá na instalação para ajudá-lo a escapar de lá com Meryl, ciente do ataque aéreo nuclear que supostamente viria a acontecer. Então, Meryl reúne-se a Snake e eles escapam juntos através de um túnel subterrâneo em um jipe, enquanto que Liquid aparece novamente e os persegue. Após ambos os veículos capotarem na entrada externa do túnel, Liquid chega perto de Snake lhe aponta uma arma mas, de repente, sucumbe à mercê do vírus FoxDie. O coronel Campbell, antes afastado do comando da missão, envia um ataque aéreo nuclear, com objetivo de apagar as evidências dos eventos daquele dia, e oficialmente declara Snake como morto para evitar que o governo dos Estados Unidos procure por ele novamente no futuro. Com um discurso sobre a vida e valores sociais, Snake e Meryl partem num snowmobile.
Após os créditos finais, é revelado ao jogador que Solid Snake, na verdade, havia recebido todos os genes recessivos de Big Boss, sendo geneticamente inferior a Liquid Snake, e que possui um limite de tempo restante de vida indeterminado, até que o FoxDie o mate. É revelado também que Ocelot era um agente duplo do presidente dos Estados Unidos, George Sears (que viria a ser outro filho do projeto Les Enfants Terribles, um terceiro Snake, e o verdadeiro clone geneticamente balanceado do Big Boss, Solidus). Sua intenção era obter o disco de Baker, que continha as especificações do Metal Gear, entregá-lo ao presidente e matar qualquer um que soubesse de seus verdadeiros objetivos e da razão de ter "acidentalmente" matado o chefe da DARPA. Tal razão é melhor explicada no último jogo canônico da série, Metal Gear Solid 4: Guns of the Patriots.

## Desenvolvimento

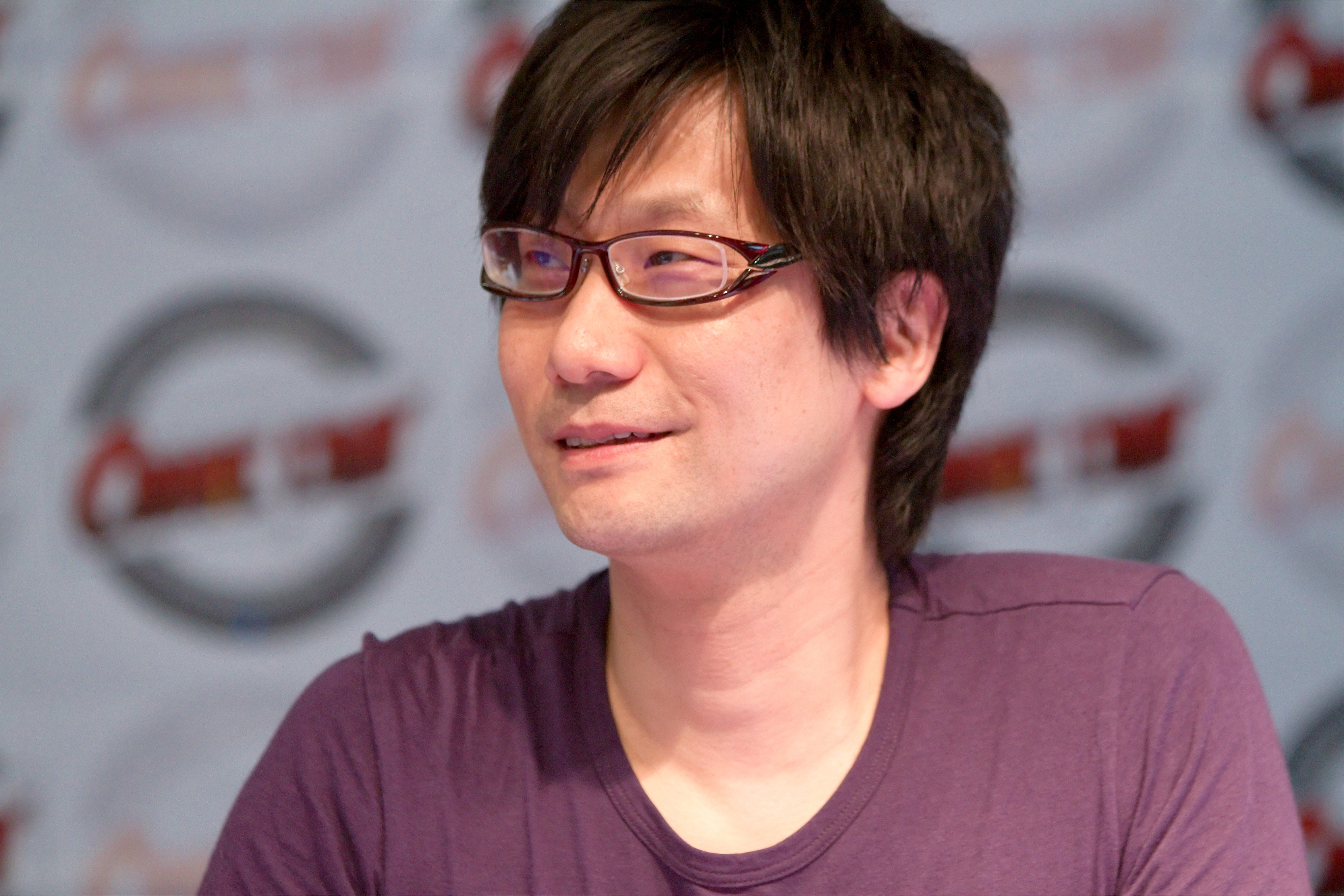
O diretor, projetista e roteirista do jogo, Hideo Kojima

Kojima originalmente tinha planejado um terceiro jogo de Metal Gear, para ser titulado como Metal Gear 3 e lançado para o 3DO Interactive Multiplayer em 1994. O artwork conceitual, feito pelo ilustrador Yoji Shinkawa, dos personagens Solid Snake, Meryl Silverburgh, que também foi uma personagem do jogo Policenauts, e o grupo FOXHOUND, foram incluídos em Policenauts: Pilot Disk, antecedendo o lançamento do jogo completo para 3DO em 1995. Entretanto, devido ao declínio do hardware do 3DO, o desenvolvimento do jogo foi logo trocado para PlayStation após ele ter sido lançado.
Kojima retitulou o jogo como Metal Gear Solid, escolhendo este título ao invés de Metal Gear 3. Isto foi devido ao fato de que ele acreditava que os dois primeiros jogos da série, para MSX2, não eram muito bem conhecidos. Ele usou a palavra "Solid" (em português, "sólido") devido ao fato de o jogo ser o terceiro título da série e pelo mesmo usar gráficos tridimensionais. Assim, todos os jogos seguintes da série também usam o título "Metal Gear Solid", seguindo uma nova progressão numérica.[carece de fontes?]
O desenvolvimento de Metal Gear Solid começou no meio do ano de 1995. Os produtores tinham como objetivo criar um jogo que fosse ao mesmo tempo realista, tenso e que pudesse satisfazer os jogadores. Nos primeiros estágios de produção, um time de SWAT demonstrou aos criadores o uso de veículos, armas e explosivos que são usados no jogo. Hideo Kojima, o diretor, disse que "se o jogador não está confuso em acreditar que o mundo é real, então não existe razão em desenvolver o jogo". Para tal, ajustes foram feitos em cada detalhe do jogo, como a criação de mesas individuais no cenário.
Hideo Kojima criou os personagens de Metal Gear Solid. Modificações e afins foram feitas pelo artista conceitual Yoji Shinkawa. Os personagens foram completados por artistas poligonais usando desenhos em lápis e modelos de argila feitos por Yoji. Kojima queria maior interação com os objetos e ambiente, como permitir ao jogador esconder corpos em um armário. Adicionalmente, Hideo queria "uma orquestra completa logo ao lado do jogador"; um sistema o qual faz modificações, como andamento e textura, à música que estivesse tocando, ao invés de usar faixas pré-gravadas. Apesar destes objetivos não terem sido alcançados, eles foram implementados em Metal Gear Solid 2: Sons of Liberty.
Metal Gear Solid foi revelado ao público no evento de videogames da E3 em 1997, com um pequeno vídeo. Ele ficou disponível para ser jogado pela primeira vez no Tokyo Game Show de 1998, e foi oficialmente lançado no mesmo ano para o Japão com uma extensiva campanha promocional. Propagandas na televisão e revistas, amostras para venda e distribuição de demos do jogo contribuíram para um total de 8 milhões de dólares em custos promocionais. Um número estimado de 12 milhões de demos do jogo foram distribuídos durante o ano de 1998.

## Histórico de lançamentos

### Versão original

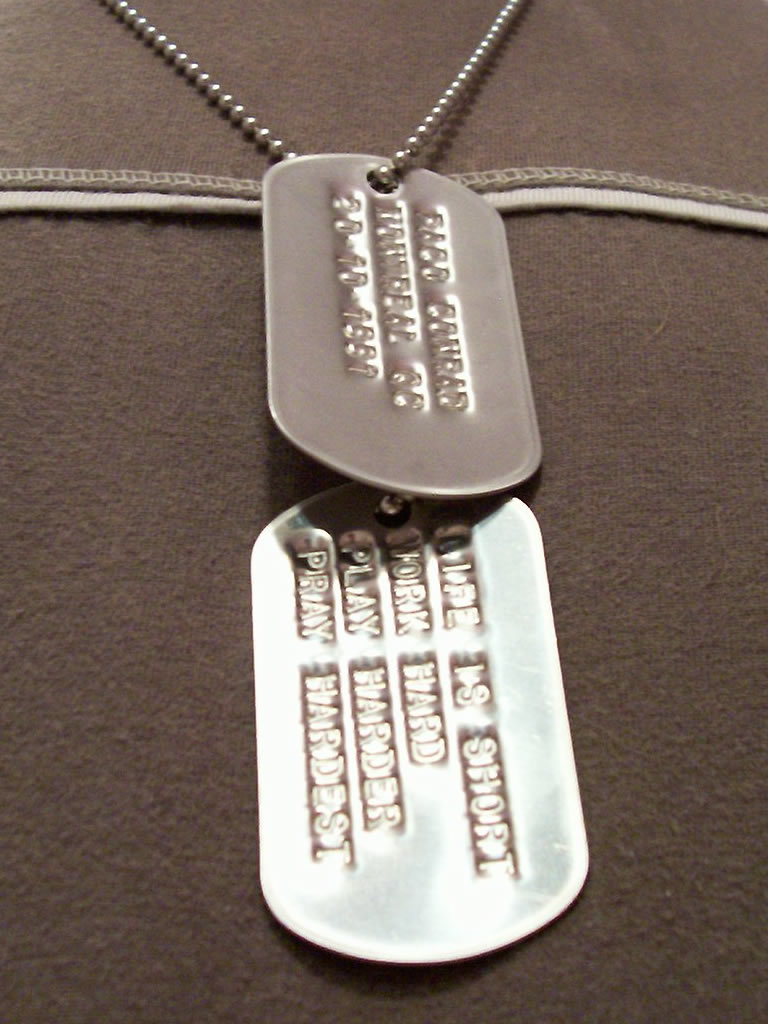
Um par de dog tags, um dos componentes do pacote "Premium" lançado no Japão.

A versão em inglês de Metal Gear Solid, traduzida por Jeremy Blaustein, quem traduziu Snatcher para Sega CD, contém pequenos melhoramentos que também foram feitos durante a tradução, como configurações de dificuldade ajustáveis, um smoking como roupa bônus para Snake e um visualizador de cenas do jogo e conversações via Codec.
Versões do jogo dubladas em espanhol, alemão, francês e italiano foram lançadas pela Europa em adição à versão dublada em inglês lançada na América. Um pacote "Premium" foi lançado no Japão e na Ásia contendo o jogo, uma camisa, dog tags, um CD de música contendo as trilhas sonoras dos jogos lançados para MSX2 e um livreto com informações sobre a produção e o enredo do jogo. Uma versão européia deste pacote também foi produzida, com conteúdo diferente da versão japonesa.
Tanto a versão japonesa de Metal Gear Solid, lançada para PlayStation, como a versão Integral foram colocadas em listas de melhores jogos, duas vezes: uma na The Best e pela segunda vez como um título da PSone Books. Igualmente, as versões americana e européia de Metal Gear Solid foram listadas na "Greatest Hits" e "Platinum", respectivamente. Além disso, o jogo também está incluído no pacote japonês Metal Gear Solid: 20th Anniversary Collection. e no pacote americano Essential Collection O jogo está disponível no Japão, na PlayStation Store, para download no PlayStation 3 e PlayStation Portable.

### IntegraleVR Missions
Lançado em 25 de junho de 1999 para PlayStation no Japão, Metal Gear Solid: Integral é uma versão expandida do jogo original baseada na versão lançada para a América, substituindo as vozes originalmente japonesas com dublagem em inglês, enquanto que é oferecido escolher entre legendas em inglês ou japonês, o que aumenta ainda mais o conteúdo adicional, além de um disco extra de missões de treinamento de realidade virtual chamado "VR Disc". Adicionados no jogo principal estão uma roupa de infiltração alternativa para Meryl que complementa a adição do smoking de Snake e o estilo avermelhado do Ninja; uma nova dificuldade nomeada como "Very Easy" que traz uma nova arma: uma submetralhadora MP5 de munição infinita; uma freqüência no Codec para se ouvir comentários do time de produção do jogo; um modo de visão em primeira pessoa; uma opção para rotas de patrulha alternativas para os inimigos e, por fim, um mini-jogo da PocketStation baixável.[carece de fontes?]
O "VR Disc" traz mais de 300 missões que testam as habilidades de luta e infiltração do jogador, como também outros testes menos convencionais como mistérios de assassinato, batalhas contra soldados-genoma gigantes e três missões onde o jogador controla o Ciborgue Ninja. Conteúdo especial inclui trailers para Metal Gear Solid, um artwork prévio do Metal Gear RAY de Metal Gear Solid 2 e um modo de sessão fotográfica para tirar fotos de Mei Ling e Naomi. O "VR Disc" de Integral foi lançado como um produto separado fora do Japão — na América do Norte titulado como Metal Gear Solid: VR Missions (23 de outubro, 1999) e na PAL como Metal Gear Solid: Special Missions (29 de outubro, 1999). Se for colocado o disco de Special Missions, ao ser carregado, é dado uma mensagem ao jogador para trocar o disco por qualquer um dos discos de Metal Gear Solid. Se este último fosse corretamente identificado, o jogador pode recolocar o Special Missions e o jogo irá rodar normalmente. Este requisito estava ausente nas versões americana e japonesa do "VR Disc". Special Missions não pode ser jogado nos consoles de PlayStation 2 pré-SCPH-70000, já que ele não reconhecerá o disco de Metal Gear Solid; mas o jogo é compatível com outros consoles.[carece de fontes?]
Uma conversão para PC do MGS: Integral também foi lançada para a Europa e América do Norte no fim do ano de 2000, com o suporte a PocketStation removido. Recebendo uma nota de 83/100 na mediação de matérias feita pela Metacritic, o jogo foi criticado por "erros de gráficos", a "natureza antiga" da conversão e, principalmente, por ter sido exatamente idêntico à versão para PlayStation.

### The Twin Snakes
Um remake de Metal Gear Solid, titulado como Metal Gear Solid: The Twin Snakes, foi desenvolvido pela Silicon Knights sob a supervisão de Hideo Kojima e lançado para Nintendo GameCube na América do Norte, Japão e Europa, em março de 2004. Enquanto que a Silicon Knights tomou a maior parte da produção de Twin Snakes, as cenas durante o jogo foram desenvolvidas na Konami e dirigidas pelo diretor de filmes japoneses Ryuhei Kitamura, refletindo o seu próprio estilo dinâmico ao utilizar fotografias em bullet-time e possuir tiroteios coreografados. Enquanto que a história e época não foram modificadas, uma variedade de elementos de jogabilidade de Sons of Liberty foram adicionados ao jogo, como mira em primeira pessoa e a habilidade de pendurar-se em barras das paredes. Outra modificação foi vista na dublagem da versão em inglês de alguns personagens, como as diminuições do sotaque de Mei Ling, Naomi e Nastasha, e a mudança da dublagem de Gray Fox, antes feito por Greg Eagles, que nesta versão só dublou o papel do chefe da DARPA, e neste remake foi feita por Rob Paulsen. Os gráficos também foram atualizados, tirando proveito do console GameCube.

## Música
A trilha sonora de Metal Gear Solid foi composta por músicos da Konami, incluindo Kazuki Muraoka, que também trabalhou em Metal Gear. A compositora e lírica Rika Muranaka criou uma música chamada "The Best is Yet To Come" para a seqüência do final do jogo e os créditos. A música é cantada em escocês por Aoife Ní Fhearraigh. A música-tema principal foi composta por TAPPY e também foi usada em Ape Escape 3.
A música tocada durante o jogo possui um sentimento sintético com ritmo elevado e introdução de instrumentos musicais de corda durante momentos tensos, com um estilo de loop endêmico a jogos eletrônicos. Música notoriamente cinemática, com elementos mais fortes de coro e orquestra, é tocada em cenas do jogo. A trilha sonora foi lançada em 23 de setembro de 1998, pela gravadora King Records.

## Recepção e Legado
Metal Gear Solid foi um sucesso comercial, vendendo mais de seis milhões de cópias mundialmente. Logo após seu lançamento, ele foi um dos jogos mais vendidos e chegou ao topo das listas de vendas no Reino Unido.
O jogo foi muito bem recebido pela mídia e por alguns dos mais proeminentes críticos de jogos eletrônicos. A NGamer disse que "É como estar jogando um jogo de ação de alto custo de locadora, só que melhor". O site IGN deu ao jogo uma nota de 9,8 de 10; afirmando que o jogo chegou "mais perto da perfeição do que qualquer outro jogo para PlayStation do gênero" e o classificou como "lindo, cativante e inovador… em cada uma das categorias concebíveis". Usuários e críticos da GamePro deram uma nota média de 4,8 de 5; sob as palavras "nenhum jogador que tenha respeito próprio pode deixar de possuir este jogo". Mas eles criticaram a freqüência dos frames, dizendo que "ocasionalmente pausava os gráficos que chamavam atenção" e "especialmente chatos eram os momentos onde você aumenta o zoom nos binóculos ou na mira do sniper rifle", e também as interrupções de "conselhos de seu time", nas primeiras partes do jogo, chamando-as de "incômodo". A GameSpot também criticou isto, afirmando que "interrompe o jogo sem necessidade". Eles também criticaram o quão fácil é para o jogador evitar ser visto, a pequena duração do jogo, mas chamaram-no de "mais para uma obra de arte que… um jogo eletrônico em si". Mais críticas vieram do site Adrenaline Vault, que disse que o jogo possuía "alguns sérios... erros" que "o fez um desapontamento completo". Mas, apesar disto tudo, o jogo recebeu um "Excellence Award" ("Prêmio de Excelência") na categoria Interactive Art ("Arte Interativa") no Japan Media Arts Festival de 1998.
Metal Gear Solid é freqüentemente reconhecido por ter popularizado o gênero de stealth/espionagem. A ideia de o jogador estar desarmado e ter que evitar ser visto por inimigos ao invés de lutar contra os mesmos tem sido usada em vários jogos desde então. Ele também é, às vezes, considerado um filme ao mesmo tempo que um jogo, devido às cenas de grande duração e à história complicada. A Entertainment Weekly disse que MGS "demarcou seu terreno com (…) produção de estilo de filmes (…) e jogabilidade baseada em stealth, o que encorajou o jogador de (…) esconder-se em caixas e arrastar-se por chãos ao invés de usar armas diretamente". A GameTrailers disse que ele "inventou o jogo de stealth" e o chamou de "cativante, inventivo e pedregoso". O jogo também é freqüentemente considerado um dos melhores jogos lançados para o console PlayStation e tem sido colocado em listas de melhores jogos eletrônicos da Game Rankings, a revista japonesa Famitsu, Entertainment Weekly, Game Informer, GamePro, Electronic Gaming Monthly e GameTrailers. Contudo, seu lugar nestas listas é inconsistente, variando do 2º ao 50º lugar.
Em 2002, os editores da IGN classificaram Metal Gear Solid como o melhor de todos os jogos lançados para PlayStation. O escritor David Smith disse que só o demo do jogo tinha "mais jogabilidade [nele] do que na maioria de muitos jogos já completos". Eles também deram os prêmios de "Best Ending" ("Melhor Final") e "Best Villain" ("Melhor Vilão"). Em 2005, tornando-se o 19º colocado na lista dos "Top 100 Games", eles disseram que ele foi "um jogo que, de fato, dava a sensação de um filme", que as lutas eram "únicas e inovadoras", e que ele era "o fundador do gênero stealth".
A Guinness World Records premiou Metal Gear Solid com um recorde para o "Most Innovative Use of a Video Game Controller" ("Uso Mais Inovador do Controle do Videogame") pela luta contra Psycho Mantis, na edição Guinness World Records: Gamer's Edition 2008.

## Outras mídias
Uma versão de drama de rádio japonesa de Metal Gear Solid foi produzida pouco tempo após o lançamento do jogo original para PlayStation. Dirigido por Shuyo Murata e escrito por Motosada Mori, 18 episódios foram ao ar, de 1998 a 1999 no programa CLUB db da Konami. A série foi mais tarde lançada em CD como um pacote de dois volumes. Passando-se após os eventos do jogo para PlayStation, Snake, Meryl, Campbell e Mei Ling (todos dublados por seus respectivos dubladores em japonês originais do jogo) buscam por missões em nações hostis de terceiro mundo sob o título da FOXHOUND. Novos personagens incluem Sargento Allen Iishiba (dublado por Toshio Furukawa), um agente da Delta Force que ajuda Snake e Meryl; Coronel Mark Cortez (d.p. Osamu Saka), um velho amigo de Campbell que comanda as fictícias Esteria Army Special Forces ("Forças Armadas Especiais da Esteria"); e Capitão Sergei Ivanovich (d.p. Kazuhiro Nakata), um ex-companheiro de guerra de Revolver Ocelot de seus dias na SVR.
Em setembro de 2004, a IDW Publications começou a publicar uma série de banda desenhada de Metal Gear Solid, escrito por Kris Oprisko e ilustrado por Ashley Wood. Em 2006, 12 edições foram publicadas, abrangendo completamente o enredo de Metal Gear Solid. A banda desenhada foi adaptada num jogo para PSP titulado como Metal Gear Solid: Digital Graphic Novel (Metal Gear Solid: Bande Dessinée no Japão). O jogo traz melhoras visuais e dois modos interativos designados para dar maior profundidade à publicação. Ao visualizar as páginas, o jogador pode abrir uma interface de "escaneamento" para procurar por personagens e itens num ambiente tridimensional. Segredos são adicionados a um banco de dados, podendo ser trocados com outros jogadores via Wi-Fi. O "modo missão" permite ao jogador adicionar informações coletadas ao banco de dados. Esta informação deve ser propriamente conectada para completar a missão. Metal Gear Solid: Digital Graphic Novel foi lançado na América do Norte em 13 de junho de 2006, no Japão em 21 de setembro e na Região PAL em 22 de setembro.[carece de fontes?] Em 2006, o jogo recebeu um prêmio da IGN por ter "Melhor Som no PSP". Uma versão em DVD-Vídeo está incluída com a sua seqüência (Metal Gear Solid 2: Bande Dessinée), que foi lançado somente para o Japão em 12 de junho de 2008. A versão em DVD traz dublagem completa.
Uma novelização baseada no Metal Gear Solid original foi escrita por Raymond Benson e publicada por Del Rey. A edição americana em livro de bolso foi publicada em 27 de maio de 2008, e a versão britânica em 5 de junho de 2008.
O criador Hideo Kojima confirmou em 2008 que uma adaptação para filme de MGS estava em desenvolvimento. Ele também deu a entender que o filme possa ser filmado no Alaska, o lugar original em que se passa o jogo. Apesar de ir contra as ideias de Kojima, o dublador de Solid Snake, David Hayter, não irá escrever o roteiro final, nem dirigir o filme. Kurt Wimmer está agora alegadamente escrevendo o roteiro para o filme.